# إرفين بيكر
إرفين بيكر (بالإنجليزية: Erwin Baker)‏ هو سائق سيارة سباق أمريكي، ولد في 12 مارس 1882 في مقاطعة ديربورن في الولايات المتحدة، وتوفي في 10 مايو 1960 في إنديانابوليس في الولايات المتحدة بسبب نوبة قلبية.

## روابط خارجية
- إرفين بيكر على موقع DriverDB.com (الإنجليزية)